# Quba
Quba, vagy más néven Kuba, város Azerbajdzsán északkeleti részén.

## Fekvése
A Nagy-Kaukázus keleti lejtőin, a Kudial jobb partján fekvő település.

## Története
Quba (Kuba) városát még a 15. században alapították. 1735-ben az uralkodó, Husszein Ali kán költözött ide Khudatból, így a város a Qubai Kánság fővárosa lett. 1806-ban a várost az orosz csapatok foglalták el, és az 1813-as gulisztáni békeszerződés értelmében Oroszországhoz került. 1810 óta Kuba a kubai tartomány központja, majd a Kaszpi-tenger térségének 1840-es megalakulásával Kuba a régió kubai körzetének közigazgatási központja lett.

## Gazdasága
A város különösen almatermesztéséről híres, ismert gyümölcstermesztő régió központja, ahol az élelmiszer-feldolgozás fontos iparág.
Quba városa régóta híres szőnyegkészítő központ; szőnyegeit Azerbajdzsán legjobbjaiként tartják számon.

## Az azerbajdzsáni és a qubai szőnyegkészítés
A fennmaradt hagyományok és szakirodalom feltételezései szerint is a szőnyegszövés szülőhazája valahol a Kaukázusban lehetett, de ennek bizonyítása azonban egészen addig nem volt lehetséges, amíg az altaji Pazirik vidékén a régészek fel nem tártak egy 2400 éves szőnyeget, amely Azerbajdzsán területén készült, mely bizonyítja az azerbajdzsáni szőnyegszvés jelentős multját. Az itteni termékek azért váltak híressé, mert különösen jó minőségűek, sajátos színezésűek és mintájúak. E szőnyegek mintakészítésének mestersége nemzedékről-nemzedékre szállt, melynek alapjai a helyi népművészet hagyományai voltak. Csak kiváló minőségű, selymes fényű gyapjúszálat használtak, az alaphálót pedig általában gyapotból készítették.

## Képek a helyi múzeumból

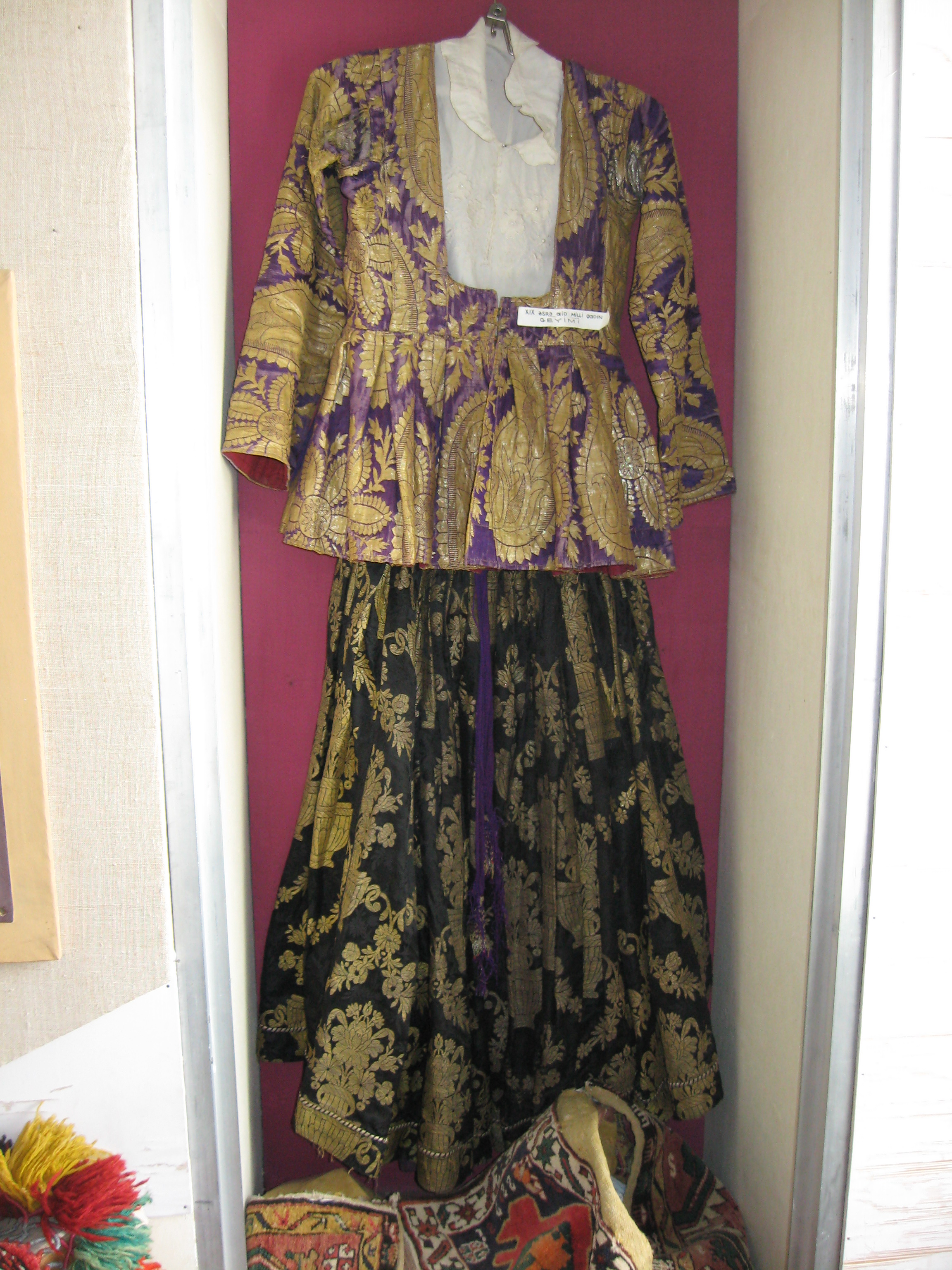
Népviselet a helyi múzeumból
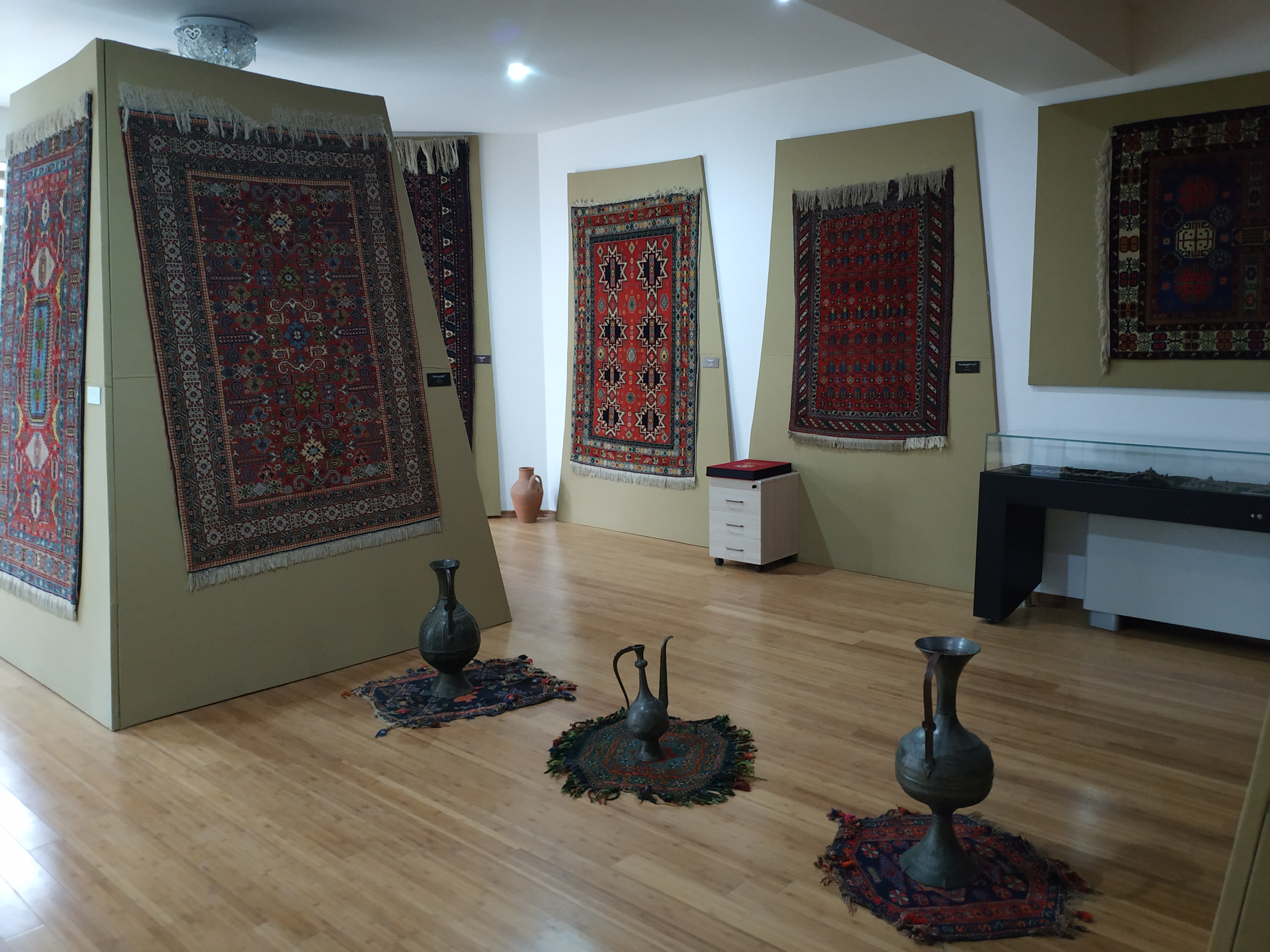
Változatos mintájú szőnyegek a múzeum anyagából
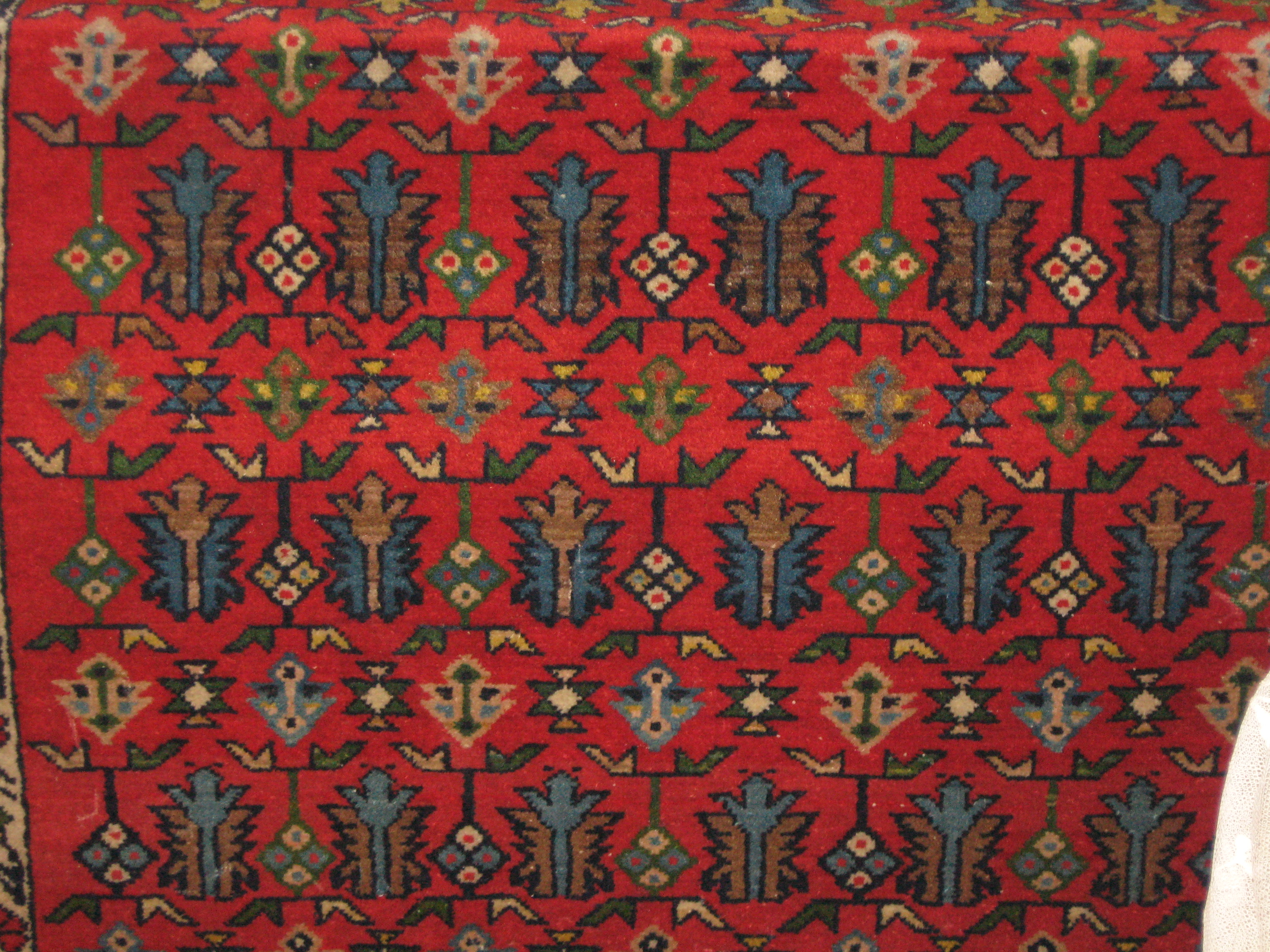
Szőnyeg a helyi múzeum anyagából
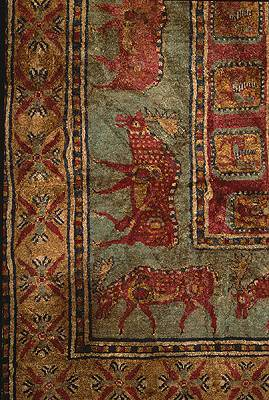
Pazirikban feltárt szőnyeg részlete